# 维京游轮
维京游轮（Viking）是一家海上邮轮以及內河郵輪公司，其運營总部位于瑞士巴塞尔，营销总部位于美國加利福尼亚州洛杉矶。

## 历史

### 1997—2000：初创和发展
1997年，托尔斯泰·哈根在俄罗斯体验了一次内河游轮生活后，便在俄罗斯圣彼得堡成立维京内河游轮（Viking River Cruises）。当时他购买了4艘俄罗斯游轮为欧洲人提供俄罗斯内河旅游产品，总部位于瑞士巴塞尔。2000年，维京内河游轮拓展到美国市场，在洛杉矶建立了销售总部，且实现自行建造船舶。

### 2000-2010：快速扩张
2000年，维京收购了Köln-Düsseldorfer。同年，该公司在加利福尼亚开设了销售办事处。2004年，该公司業務拓展至中华人民共和国，並且還開闢了长江游轮航線。

### 2010以后：稳定经营中
2021年6月，招商蛇口与维京游轮成立合资公司「招商维京游轮」。

## 外部鏈接
- 官方网站